# Gordon Audley
Gordon Audley (n. 20 aprilie 1928, Winnipeg, Manitoba, Canada – d. 1 octombrie 2012, California, SUA) a fost un patinator de viteză ce a reprezentat Canada, medaliat olimpic. A participat la 3 ediții ale Jocurilor Olimpice (1948, 1952, 1956) în care a câștigat o medalie de bronz.